# USNS Geiger
 (avril 2024).
Si vous disposez d'ouvrages ou d'articles de référence ou si vous connaissez des sites web de qualité traitant du thème abordé ici, merci de compléter l'article en donnant les références utiles à sa vérifiabilité et en les liant à la section « Notes et références ».
L’USNS Geiger (T-AP-197) est un navire de transport de l'United States Navy.

## Histoire
Le Geiger est d'abord nommé President Adams le 1er août 1949 dans le cadre d'un contrat de l'United States Maritime Commission pour American President Lines par la New York Shipbuilding Corporation. Il est lancé le 9 octobre 1950, parrainé par l'épouse d'Edward J. Hart (en), membre de la Chambre des représentants des États-Unis pour le New Jersey, de 1935 à 1955. Le 2 janvier 1951, alors qu'il est en cours de conversion pour le Military Sealift Command, il est rebaptisé Geiger en hommage à Roy Geiger, le seul Marine à avoir commandé une armée, et acquis par la Navy le 13 septembre 1952 et mis en service le même jour.
Le Geiger est le dernier navire acquis spécialement pour le service de transport pendant la guerre de Corée. Au fil des années, il effectue de nombreux voyages à l'appui des opérations de maintien de la paix à travers le monde. Il traverse l’Atlantique des dizaines de fois, déployant des troupes dans des bases européennes et renvoyant des troupes et des réfugiés aux États-Unis.
Opérant depuis New York, le Geiger fournit un soutien à la sixième flotte des États-Unis stationnée au Moyen-Orient. En réponse à la prise de contrôle pro-soviétique de l'armée syrienne en août 1957, il navigue dans la mer Méditerranée tandis que la sixième flotte se déploie pour protéger les nations indépendantes du Moyen-Orient, y compris le gouvernement pro-occidental du roi Hussein en Jordanie. En juillet 1958, il transporte des troupes des bases européennes au Liban pour contrecarrer une tentative de coup d'État communiste contre le gouvernement du président Camille Chamoun.
Entre 1959 et 1965, le Geiger poursuit ses opérations au départ de New York, se dirigeant vers Bremerhaven, en Allemagne et Southampton, en Angleterre, des ports méditerranéens d’Afrique du Nord, d’Italie, de Grèce et de Turquie et des bases américaines dans les Caraïbes. À la suite de la crise des missiles de Cuba, il effectue trois voyages entre New York et Cuba pour amener des militaires à la base navale de la baie de Guantánamo en décembre 1962 et janvier 1963. Entre le 6 octobre et le 23 novembre 1964, il participe à l'exercice amphibie, l'opération Steel Pike I, le plus grand exercice amphibie en temps de paix jamais mené dans l'Atlantique, le mouvement des troupes prêtes au combat des États-Unis vers la côte sud-ouest de l'Espagne, et participe à la plus grande opération de débarquement militaire américaine depuis la guerre de Corée.
Après son retour à Charleston (Caroline du Sud), le 23 novembre 1964, avec 768 marines embarqués, il reprend les transports entre New York et Bremerhaven. Arrivé à New York le 1er juin 1965, il part le lendemain pour les Caraïbes, où du 6 au 17 juin il opère au large de Saint-Domingue pour soutenir les forces navales engagées pour mettre fin à la guerre civile en République dominicaine.
Après deux autres courses vers Bremerhaven, le Geiger quitte New York le 16 août 1965 pour l'océan Pacifique. Naviguant par Pearl Harbor, il arrive à Quy Nhơn, au Sud Viêt Nam, le 19 septembre pour renforcer les capacités de transport de la Navy pendant la lutte pour mettre fin à l'agression communiste en Asie du Sud-Est. Entre le 23 septembre et le 1er octobre, il navigue par Yokohama, au Japon, vers Pusan, en Corée du Sud, où il embarque des troupes de la République de Corée à destination du Viêt Nam. Il revient à Quy Nhơn le 8 octobre, s'arrête dans la baie de Cam Ranh le 9 puis part le lendemain pour les États-Unis et arrive à San Francisco le 27 octobre. Naviguant pour l'Extrême-Orient le 5 novembre, il atteint Quy Nhơn le 23 et reprend ses fonctions de transport de troupes. Entre le 30 novembre et le 13 décembre, il effectue une rotation des troupes entre Vũng Tàu, au Sud Viêt Nam et Inchon en Corée du Sud.
Il quitté le Viêt Nam pour les États-Unis le 13 décembre et, passant par Pearl Harbor et le canal de Panama, il arrive à New York le 13 janvier 1966. Le Geiger reprend le service transatlantique vers Bremerhaven le 1er février et, au cours des 6 mois suivants, effectue six voyages entre les États-Unis et l'Europe. En quittant Bremerhaven le 8 août, il navigue par le canal de Panama et San Francisco pour reprendre son service de transport de troupes en Extrême-Orient. En 1967, le Geiger fait la navette entre San Francisco et le Viêt Nam, transportant des troupes américaines pour renforcer les forces alliées combattant dans la guerre du Viêt Nam.

## USTSBay State IV
En 1979, il est réaffecté à la Massachusetts Maritime Academy (en) sous le nom de United States Training Ship (USTS) Bay State IV. En décembre 1981, il y a un incendie dans la salle des machines qui le rend inutilisable. Il est démoli en avril 1983.